# Rudolf Rejhon
Rudolf Rejhon (17. dubna 1915 Kutná Hora – 12. února 2005 Praha) byl český a československý politik Československé strany lidové, poúnorový poslanec Národního shromáždění ČSSR a poslanec Sněmovny lidu Federálního shromáždění za normalizace.

## Biografie
Po získání základního vzdělání absolvoval dvouletou obchodní školu a stal se obchodním příručím. Roku 1937 odešel na vojnu a poté až do roku 1946 pracoval jako mzdový účetní a vedoucí úředník ve firmě Jaromíra Středy, pekárny a velkoobchod s mlýnskými výrobky a minerálními oleji v Kutné Hoře. V roce 1945 vstoupil do ČSL, od roku 1946 byl okresním tajemníkem ČSL v Kolíně. Krátce před únorem 1948 odešel ze strany, ale ihned po převratu se do ní vrátil. V letech 1948-1949 zastával post okresního tajemníka strany v Kutné Hoře. V letech 1949-1950 byl zástupcem krajského tajemníka ČSL, od 1. prosince 1950 do konce srpna 1968 působil coby krajský tajemník ČSL v Pražském (později Středočeském) kraji. Stranu zastupoval taky jako tajemník v Ústředním výboru Národní fronty České socialistické republiky (1969).
Ve volbách roku 1964 byl zvolen za ČSL do Národního shromáždění ČSSR za Středočeský kraj. V Národním shromáždění zasedal až do konce volebního období parlamentu v roce 1968.
K roku 1968 se profesně zmiňuje coby tajemník Ústředního výboru Národní fronty z obvodu Vlašim. Po invazi vojsk Varšavské smlouvy do Československa se zapojil aktivně do provádění normalizace. V dubnu 1970 ohlásil, že ÚV Národní fronty pozastavil činnost rehabilitační komise při Svazu protifašistických bojovníků.
Po federalizaci Československa usedl roku 1969 do Sněmovny lidu Federálního shromáždění (volební obvod Vlašim). Mandát obhájil ve volbách roku 1971 a ve Federálním shromáždění setrval do konce volebního období parlamentu, tedy do voleb roku 1976.
Po roce 1976 odešel z veřejného života a žil jako důchodce v Praze. Byl nositelem vyznamenání Za vynikající práci.